# Sejm zwyczajny 1688
Sejm 1688 – sejm zwyczajny I Rzeczypospolitej został zwołany 18 listopada 1687 roku do Grodna.
Sejmiki przedsejmowe w województwach odbyły się 16 grudnia 1686 roku. Marszałkiem sejmu starej laski obrano Andrzeja Giełguda, pisarza polnego wielkiego litewskiego. Obrady sejmu trwały od 27 stycznia do 5 marca 1688 roku. 
Sejm został zerwany przez Kazimierza Stanisława Dąbrowskiego jeszcze przed wyborem marszałka.